# 887 Alinda
887 Alinda este un asteroid Amor, descoperit de Max Wolf, de la Heidelberg (Germania) la 3 ianuarie 1918. Asteroidul are diametrul mediu de circa 4,2 km.
Prin parametrii săi orbitali, 887 Alinda este considerat prtototipul familiei de asteroizi Alinda din centura principală de asteroizi, care cuprinde obiecte aflate în rezonanță orbitală 1:3 cu planeta Jupiter și în rezonanță 4:1 cu Pământul.
A fost numit cu referire la Alinda, cetatea antică din Caria (Turcia actuală)..